# امیلی شیندلر
امیلی شیندلر (انگلیسی: Emilie Schindler؛ زادهٔ ۲۲ اکتبر ۱۹۰۷ – درگذشتهٔ ۵ اکتبر ۲۰۰۱) یک زن آلمانی-سودتنلندی بود که با اسکار شیندلر، تولیدکننده و ناجی تعدادی از یهودیان در طول هولوکاست، ازدواج کرد. او به همراه همسرش برای نجات جان ۱۲۰۰ یهودی از مهلکه هلوکاست اقدام‌های بسیاری انجام داد. امیلی به همراه همسرش اسکار یهودیان را تحت پوشش کارگر، با هدف نجاتشان از هلوکاست، در کارخانه‌های میناکاری و تولیدی مهمات جنگی خود استخدام می‌کردند.